# Битва за Наджаф (2004)
Битва за Наджаф произошла в 2004 году между войсками Соединённых Штатов и Ирака, с одной стороны, и Армией Махди во главе с Муктадой Садром — с другой, в иракском городе Наджаф в августе 2004 года.

## Предыстория
31 июля 2004 года 11-й экспедиционный отряд морской пехоты (11 эомп) под командованием возглавляемой Польшей многонациональной дивизии «Центр-Юг» (MND-CS) приняло оперативный контроль над провинциями Наджаф и Кадисия от оперативной группы «Дракон», в состав которой входили подразделения 1-й пехотной дивизии. Оперативная группа Dragon ранее (июнь 2004 года) сменила 2-й бронекавалерийский полк, который дважды развёртывался в Ираке. Взвод 66-й роты военной полиции находился в Наджафе с марта и до этого времени был одним из единственных американских подразделений в Наджафе. Взвод работал с иракской полицией над восстановлением и обучением полицейских сил в этом районе и находился в осаде вместе с солдатами сальвадорской армии, пока не прибыл 2-й бронекавалерийский полк США.
11-й экспедиционный отряд морской пехоты и Армия Махди впервые столкнулись 2 августа 2004. Патруль комбинированной противотанковой группы (Combined Anti-Armor Team (CAAT)) Альфа, рота оружия, 1-го батальона, 4-го полка морской пехоты (1-4 ПМП) приблизились к родильному дому, расположенному прямо через дорогу от дома Муктады ас-Садра на окраине города. Клиника находилась в районе, разрешённом для присутствия США в соответствии с июньским соглашением о прекращении огня, заключённым при посредничестве коалиционных сил и Муктады Садра губернатором Наджафа, другими местными гражданскими лидерами и Бейт аш-Шиа (неофициальный совет старших шиитских священнослужителей). Морские пехотинцы сообщили о более чем 70 погибших противниках после почти часового боя. Армия Махди постоянно пополняла запасы людей и оружия, поступавших с кладбища Вади ас-Салам. CAAT Alpha столкнулась с огнем миномётов, РПГ и стрелкового оружия, в результате чего один морской пехотинец был ранен, пока у подразделения не закончились боеприпасы. Рота 1-4 ПМП «Браво» была отправлена на 7-тонных грузовиках, чтобы обеспечить прикрытие огнем CAAT Alpha. Вскоре после этого обе стороны отступили в свои соответствующие опорные пункты.
Акрам Кааби, основатель и лидер «Харакат Хезболла ан-Нуджаба», заявил, что КСИР и ливанская «Хезболла» помогли силам боевиков Армии Махди в этой битве. Он сказал, что офицеры КСИР и Хезболлы присутствовали на месте и помогали во время боя.

## Битва
Крупный конфликт начался 5 августа, когда Армия Махди атаковала иракский полицейский участок в час ночи. Их первая атака была отбита, но АМ перегруппировалась и атаковала снова в 3 часа ночи. Вскоре после этого по просьбе губернатора Наджафа были направлены силы быстрого реагирования (СБР) из 11-го эомп (рота B 1-го батальона 4-го полка морской пехоты (1-4 ПМП)). Около 11 часов утра СБР подверглись сильному пулемётному и миномётному обстрелу со стороны Армии Махди в пределах Вади-ас-Салама, крупнейшего кладбища в мусульманском мире площадью около 7 квадратных миль. На протяжении веков кладбище было многослойным, в результате чего появились большие подземные гробницы, туннели и наземные памятники, многие из которых достигают двух этажей в высоту. Солдаты 1-го батальона 5-го кавалерийского полка (1-5 КП) сражались на этой негостеприимной местности и под ней в некоторых из первых туннельных боёв, виденных со времён Вьетнама.
Вертолет UH-1N морской пехоты США был сбит огнём из стрелкового оружия на второй день боевых действий во время выполнения миссии непосредственной воздушной поддержки над позициями противника, экипаж выжил. Четверо военнослужащих США были убиты во время ожесточенных уличных боев между армией Махди и американскими и иракскими войсками, пока 7 августа 11-й эомп временно не отступил. К 9 августа США добавили к сражению три армейских батальона:
- 1-й батальон 5-го кавалерийского полка 1-й кавалерийской дивизии (1-5 КП)
- 2-й батальон 7-го кавалерийского полка 1-й кавалерийской дивизии (2-7 КП)
- 1-й батальон 227-го авиационного полка 1-й кавалерийской дивизии (1-227 АвП)

Во время боевых действий полдюжины американских танков «Абрамс» и боевых машин «Брэдли» были повреждены или выведены из строя огнём повстанцев из РПГ на узких улицах.
Бои начались в центре города, а затем переместились на кладбище. Через несколько дней боевые действия переместились в окрестности мечети Имама Али, когда армия Махди отступила и укрылась там. Солдаты армии США из роты B 1-5 КП окружили комплекс после боев в Старом городе и начали осаду. Армия Махди использовала большие отели с видом на кладбище в качестве наблюдательных пулеметных позиций. «М2 Брэдли» из 1-5 КП выпустил ракеты TOW по пулемётным точкам Махди, в то время как солдаты «Альфы» и «Браво» из 1-5 КП атаковали некоторые из этих отелей. После ожесточённых рукопашных боев и борьбы из комнаты в комнату отели были захвачены, освободив роту Charlie которая была прижата на кладбище. Однако солдат не хватало, чтобы должным образом удерживать отели, и они были сведены в два соседних. В результате боевых действий были повреждены два минарета мечети, одной из самых священных шиитских святынь. Хотя соседним зданиям был нанесен более значительный ущерб, сама мечеть получила лишь поверхностные повреждения от шальных пуль и осколков.
23 августа по меньшей мере 15 взрывов, многие из которых звучали как артиллерийские снаряды, сотрясли этот район, когда во дворе мечети с золотым куполом упала шрапнель, а по переулкам разнеслась стрельба. 26 августа 2004 года два истребителя F-16, вылетевшие из Балада, сбросили четыре 900 кг JDAM на два отеля рядом со святыней, которые использовались повстанцами. Успешный авиаудар нанес сокрушительный удар по Садру и привёл к поспешному урегулированию с великим аятоллой Систани на следующее утро, что позволило Садру и остаткам его ополчения покинуть Наджаф. Это соглашение было выгодно американцам, потому что избавляло их от необходимости входить в мечеть имама Али. Пехотинцы 1-5 КП и члены экипажей армейской бронетехники выстроились вдоль улицы, наблюдая, как «армия Махди» Муктады Садра покидает мечеть.

## Последствия
Сражение закончилось 27 августа 2004 года согласованным перемирием: бойцы армии Махди сдали свое оружие перед уходом, и никто из них не был задержан; 1-4 ПМП и иракская полиция взяли под контроль безопасность в городе. Спорадические бои продолжались в течение нескольких месяцев. Некоторые бойцы армии Махди из Наджафа отправились в Садр-Сити в Багдаде, где также шли тяжёлые бои, чтобы помочь армии Махди в их партизанской деятельности против американских и иракских войск. Окончательное соглашение между США и Моктадой Садром было достигнуто к концу сентября, а боевые действия прекратились в начале октября. Боевые действия распространились на провинцию Наджаф и продолжались еще несколько месяцев, прежде чем окончательно затихли.